# Andrew Tampion
Andrew Tampion (Melbourne, 20 oktober 1984) is een professioneel golfer uit Australië.
Andrew Tampion ging naar het Victoria Institute of Sport in Melbourne, net als onder anderen Geoff Ogilvy.

## Professional
In 2006 werd hij professional, hij had toen handicap +3. Hij won op de Sherry Golf de Second Stage van de Tourschool en haalde daarna in de Finals zijn spelerskaart voor 2007. Zijn beste resultaat was een 2de plaats op het Enjoy Jakarta Astro Indonesia Open achter Mikko Ilonen maar verder bleef hij buiten de top-10, zodat hij zijn spelerskaart verloor en terug naar de Challenge Tour ging.

Hoewel hij in 2008 alleen in Ierland won, kwam hij toch in de top-20 van de Order of Merit van de Challenge Tour en promoveerde hij naar de Europese Tour. Hij speelde in 2009 ook op de Challenge Tour en eindigde op de 15de plaats, dus in 2010 speelt hij weer op de Europese Tour. Daar vallen de resultaten niet mee. Hij heeft al bijna 20 toernooien gespeeld en nog maar €5.000 verdiend.

### Gewonnen
Challenge Tour
- 2008: Challenge of Ireland

Europese Tour
- 2011: Telenet Trophy